# Eremophila pantonii
Eremophila pantonii är en flenörtsväxtart som beskrevs av Ferdinand von Mueller. Eremophila pantonii ingår i släktet Eremophila och familjen flenörtsväxter. Inga underarter finns listade i Catalogue of Life.